# Bartaffe
Der Bartaffe oder Wanderu (Macaca silenus) ist eine Primatenart aus der Gattung der Makaken innerhalb der Familie der Meerkatzenverwandten (Cercopithecidae). Er lebt im südwestlichen Indien und ist in seinem Bestand bedroht.

## Beschreibung

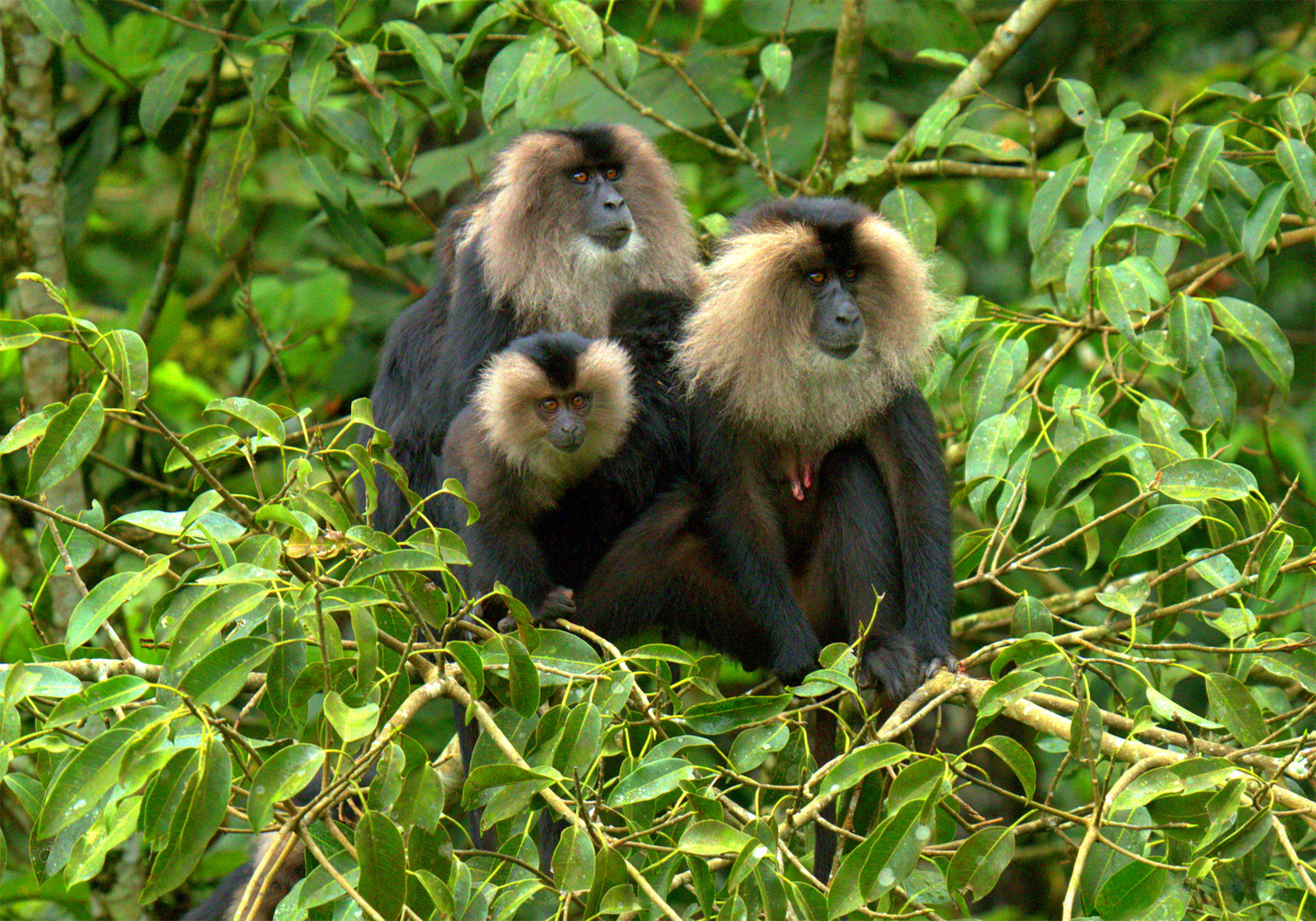
Bartaffen

Weibchen erreichen eine Kopf-Rumpf-Länge von 42 bis 46 Zentimeter, haben einen 25 bis 32 Zentimeter langen Schwanz und erreichen ein Gewicht von 2 bis 6 kg. Männchen sind mit einem Gewicht von 5 bis 10 kg erheblich schwerer und mit einer Kopf-Rumpf-Länge von 51 bis 61 Zentimeter und einem 24 bis 39 Zentimeter langen Schwanz auch erheblich größer. Das Fell der Bartaffen ist glänzend schwarz. Herausragendstes Merkmal ist die silberweiße bis graubraune Mähne, die den Kopf an den Wangen und am Kinn umgibt und der dieser Affe seinen deutschen Namen verdankt. Das haarlose Gesicht ist schwarz gefärbt. Die Nase ist flach, die Augen sind haselnussbraun. Der schwarze Schwanz endet mit einer Quaste.

## Verbreitung und Lebensweise

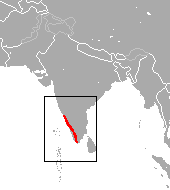
Verbreitungskarte des Bartaffen

Bartaffen leben ausschließlich im südwestlichen Indien in den südlichen Regionen der Westghats. Sie leben dort in regenreichen Monsunwäldern in Höhenlagen von 100 bis 1800 Metern. Charakteristisch für diese Wälder sind immergrüne Bäume mit breiten Blättern, die eine 30 bis 50 Meter hohe Kronenschicht bilden. Im gleichen Lebensraum kommen auch die Nilgiri-Languren (Semnopithecus johnii) vor. Oberhalb einer Höhe von 1500 bis 1800 Metern geht die Vegetation in Bergwald mit einem niedrigeren Kronendach über. Bartaffen sind tagaktiv und gute Kletterer. Den Großteil ihres Lebens verbringen sie in den Baumkronen. Im Gegensatz zu anderen Makakenarten meiden sie die menschliche Nähe. Auf den Boden gehen sie nur selten, um herabgefallene Früchte zu sammeln, Pilze zu suchen oder um sich durch Tee und Kaffeeplantagen zu bewegen, um von einem Waldstück in ein anderes zu gelangen. Bartaffen leben in Gruppen von 4 bis 30 Individuen, meist sind es 10 bis 20. Die Gruppen bestehen aus einem bis drei ausgewachsenen Männchen, mindestens doppelt so viele Weibchen, sowie aus Jungtieren und Halbwüchsigen. Weibchen bleiben für gewöhnlich in den Gruppen, während Männchen auch die Gruppen wechseln können. Der Wechsel erfolgt meist durch eine aggressive Übernahme der dominanten Stellung eines ansässigen Männchens. Sind mehrere Männchen in einer Gruppe, halten sie für gewöhnlich Abstand zueinander. Das Territorium einer Gruppe ist durchschnittlich etwa 200 ha groß, die Flächen verändern sich jedoch mit der Zeit und können auch über 500 ha groß sein. Die Territorien benachbarter Gruppen überschneiden sich, der zentrale Kernbereich des Territoriums wird jedoch nur selten von Mitgliedern einer anderen Gruppe betreten. Zu den Beutegreifern, die den Bartaffen gefährlich werden, gehören in erster Linie große Greifvögel, wie der Berghaubenadler und der Malaienadler.

## Ernährung

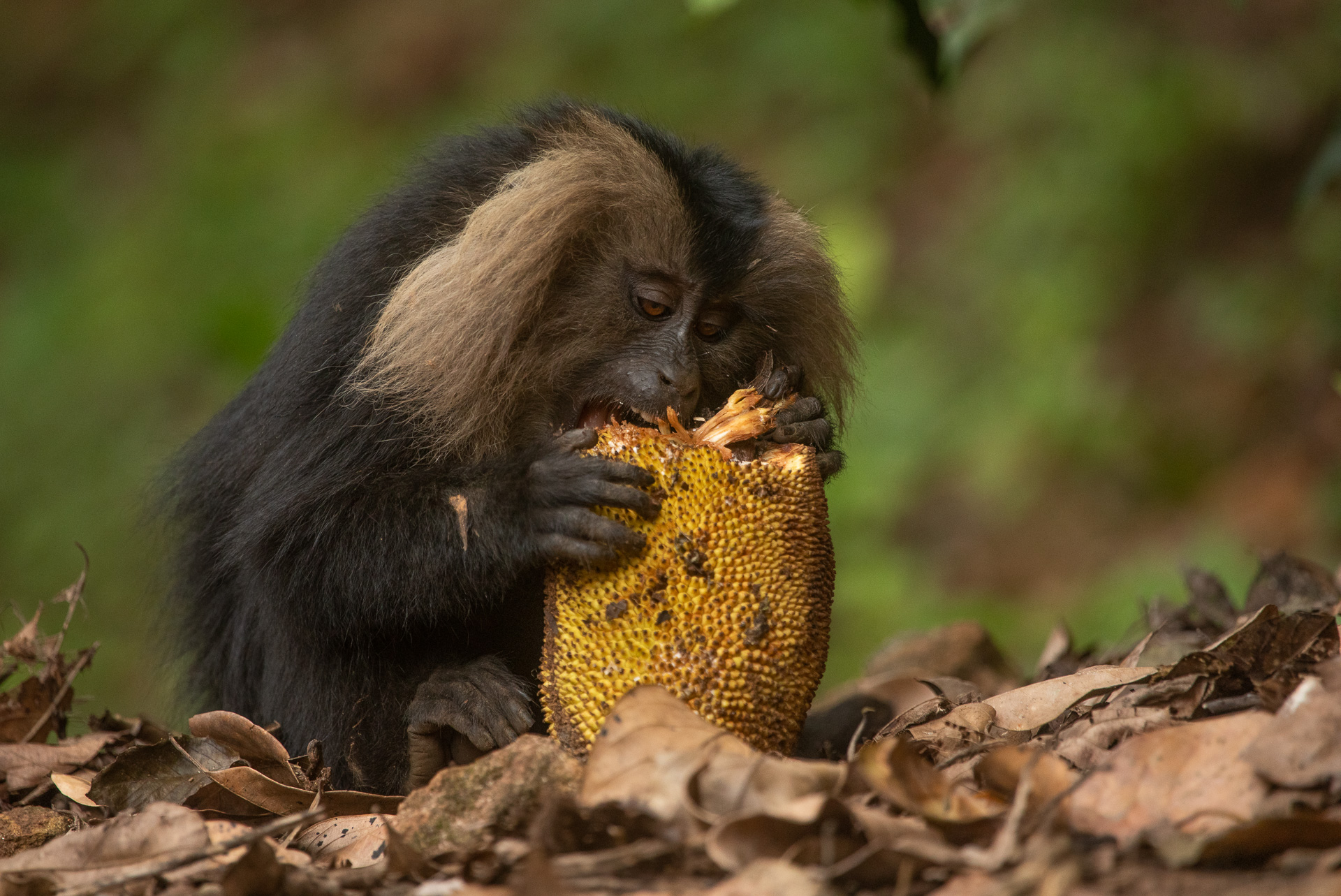
Bartaffe beim Fressen einer Jackfrucht

Bartaffen ernähren sich in erster Linie von Früchten, daneben nehmen sie Samen, junge Blätter, Knospen, Rinde, Nektar, Insekten und kleine Wirbeltiere (Frösche, kleine Baumechsen, nestjunge Vögel und Fledermäuse), sowie selten auch Flechten und Pilze zu sich. Besonders wichtig sind die Früchte der Brotfruchtbäume, da sie das ganze Jahr über zur Verfügung stehen. Sie fressen auch vom Menschen angebaute Früchte, wie Guaven, Passionsfrüchte oder die Früchte der Kaffeepflanze. Während der Nahrungssuche verbringen sie etwa 20 % der Zeit mit der Suche und dem Verzehr von tierischer Nahrung. In der Trockenzeit von Dezember bis Mai, wenn es kaum Früchte gibt, fressen sie mehr tierischer Nahrung als in der von Juni bis November dauernden Regenzeit. Flügel und Beine von Insekten werden ausgerissen und weggeworfen bevor diese gefressen werden. Haarige Raupen werden auf einer harten Oberfläche gerollt, um die Haare zu entfernen.

## Fortpflanzung

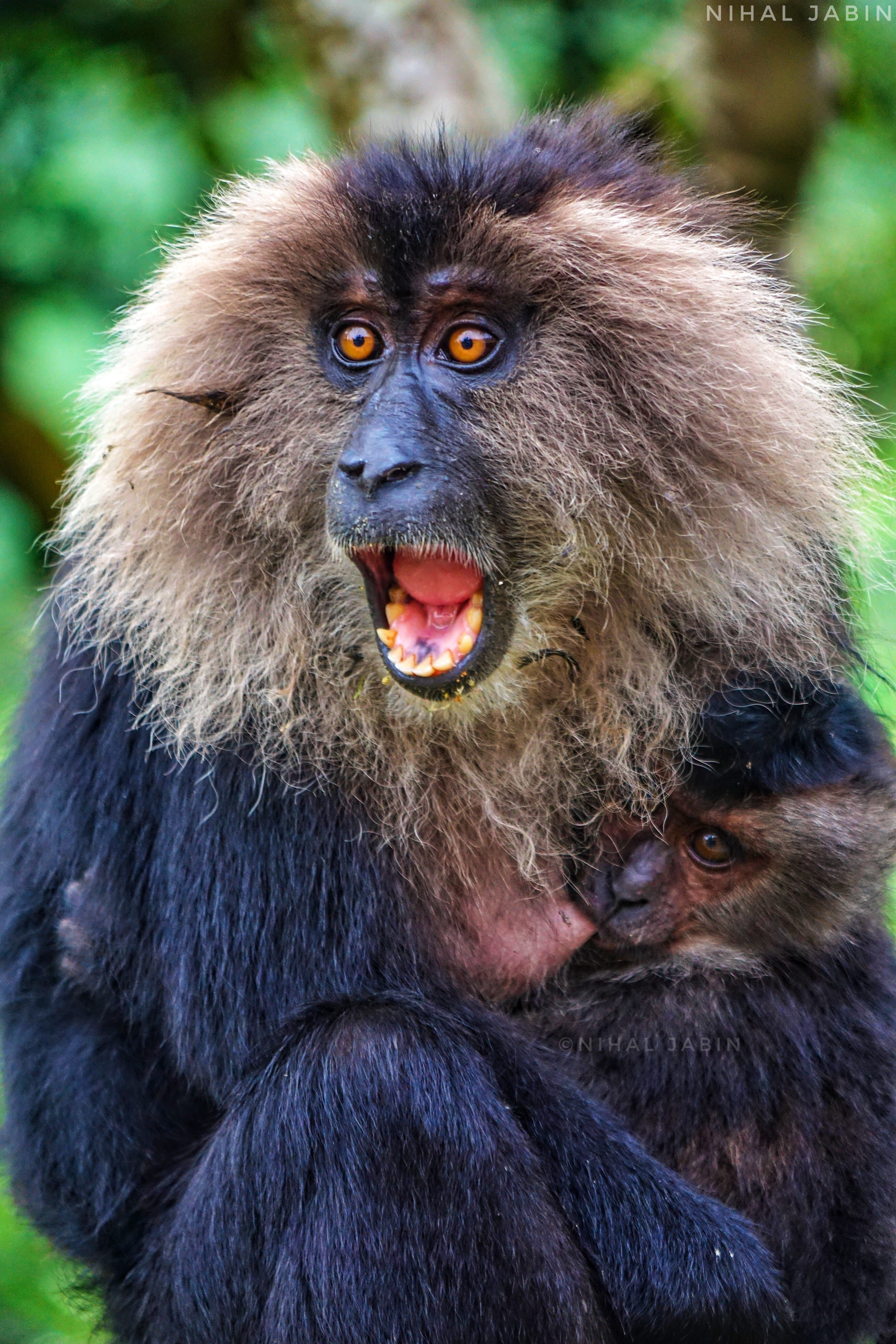
Weibchen mit Jungtier

Bartaffen vermehren sich das ganze Jahr über. Einen Geburtenhöhepunkt gibt es in den Monaten Februar und März. Nach einer Tragzeit von 162 bis 186 Tagen bringt das Weibchen meist ein einzelnes Jungtier zur Welt. Dies hat ein braunes Fell und eine blassrosa Haut. Es wird etwa ein Jahr lang gesäugt und mit einem Alter von 5,5 bis 9 Monaten entwöhnt. Die Muttertiere interessieren sich mehr für männliche Jungtiere und investieren mehr Zeit in ihre Aufzucht als in die weiblicher Jungtiere. Weibchen erreichen mit vier Jahren die Geschlechtsreife. Männchen beginnen mit Fortpflanzungsaktivitäten, wenn sie etwa 8 Jahre alt sind. Ihre Empfängnisbereitschaft zeigen die Weibchen durch eine kleine Regelschwellung. Das erste Jungtier bekommen sie in der Regel im Alter von 5 bis 6 Jahren. Die Lebenserwartung beträgt in freier Wildbahn rund 20 Jahre, in Menschenobhut bis zu 38 Jahre.

## Systematik
Den ersten wissenschaftlichen Namen erhielt der Bartaffe 1758 durch den schwedischen Naturforscher Carl von Linné, der ihm die Bezeichnung Simia silenus gab. Die Gattung der Makaken (Macaca) wurde 1799 durch den französischen Naturforscher Bernard Germain Lacépède eingeführt. Innerhalb der Makaken bildet der Bartaffe mit dem Nördlichen und Südlichen Schweinsaffen (M. leonina und M. nemestrina), dem Pagai-Makak (M. pagensis), dem Siberut-Makak (M. siberu) und den sieben Makakenarten aus Sulawesi die nach ihm benannte M. silenus-Gruppe.

## Bedrohung
Bartaffen zählen zu den seltensten und bedrohtesten Primaten. Nach Schätzungen der IUCN gab es 2015 nur noch 2400 bis 2500 ausgewachsene Tiere dieser Art über mehrere, voneinander isolierte Gebiete in Südwestindien verstreut. Die Zerstörung ihres Lebensraumes und die Tatsache, dass sie menschliche Nähe meiden, haben zum drastischen Rückgang der Population geführt. Die IUCN listet die Art als stark gefährdet (endangered). Stabile Populationen gibt es in mehreren Nationalparks und anderen Schutzgebieten. Mehrere zoologische Gärten, auch in Europa, beteiligen sich an einem Zuchtprogramm, das das Überleben dieser Spezies sichern soll.